# Polypodioideae
Polypodioideae zijn een onderfamilie van de eikvarenfamilie (Polypodiaceae) met zestien geslachten en ongeveer 300 soorten.
De botanische naam Polypodioideae is overgenomen van het geslacht Polypodium.

## Taxonomie
Deze onderfamilie, die onder andere (maar met enkele verschillen) gebruikt wordt door het Systema Naturae 2000 en door de Australian National Botanic Gardens, bevat 16 geslachten.
- Geslachten:
  - Anapausia  - Anarthropteris  - Campyloneurum  - Dictymia  - Goniophlebium  - Gymnogrammitis  - Hyalotrichopteris  - Neocheiropteris  - Niphidium  - Paragramma  - Pecluma  - Phlebodium  - Polypodium  - Pycnoloma  - Synammia  - Thylacopteris

### Beschreven soorten
Van de Polypodioideae worden de volgende soorten in detail beschreven:
- Geslacht: Polypodium (Eikvaren)
  - Soorten:
    - Polypodium cambricum (Zuidelijke eikvaren)
    - Polypodium interjectum (Brede eikvaren)
    - Polypodium vulgare (Gewone eikvaren)
    - Polypodium ×mantoniae (Bastaardeikvaren)